# ジャイメ・アルヴェス
アルヴェス（Alves）こと、ジャイメ・アルヴェス・マガリャンイス（Jaime Alves Magalhães 、1965年3月28日 - 2020年9月21日）は、ポルトガル・エスピーニョ出身の元サッカー選手。現役時代のポジションは、ミッドフィールダー。